# Big Boi
Antwan André Patton (født 1. februar 1975 i Savannah), bedre kendt som Big Boi er en amerikansk rapper og producer. Han er medlem af gruppen OutKast.

## Filmografi
- Baby Driver  (2017)